# 쿠리아
쿠리아(라틴어: Curia, 복수형: 쿠리아이(Curiae))는 고대 로마의 시민단 단위 가운데 하나이다. 고대 로마의 가문별 공동체로서 고대 그리스의 프라토리아에 해당한다. 쿠리아는 고대 로마의 발전과 함께 고대 로마의 여러 지역에 거주하는 여러 부족(트리부스, Tribus)을 대표하는 단위로 여겨졌으며 하부에는 여러 씨족(겐스, Gens)을 대표하는 단위를 두었다. 또한 민회 소집, 행정 단위 형성, 제례·의식 행사의 기능도 가졌다.
고전에 따르면 고대 로마를 건설한 로물루스가 고대 로마의 부족인 트리부스(Tribus)를 람네스(Ramnes), 티티에스(Tities), 루케레스(Luceres) 3개 단위로 나누었다고 전해진다. 하나의 트리부스는 10개의 쿠리아로 구성되었고 하나의 쿠리아는 10개의 겐스로 구성되었다고 전해진다. 쿠리아는 원래부터 징병 기관을 제공한 것으로 추정되며 방위 조직 가입, 토지 소유 감독을 행사하고 정무관에 대한 군사 직무 위탁을 승인했다. 쿠리아는 모두 공통적인 공공 제례를 위한 국가적인 제도였으나 겐스는 각각 별도의 제례와 수호신을 갖춘 국가 외적인 조직이었다.
쿠리아라는 용어는 공공, 공직 또는 종교 문제가 논의되고 결정되는 숙고집회, 평의회 또는 법원을 가리키는 데에 보다 광범위하게 사용된다. 또한 다른 목적을 위해 보다 적은 쿠리아가 존재했다. 쿠리아라는 단어는 집회 장소, 특히 원로원을 가리키는 용어로 사용되었다. 오늘날 이탈리아의 여러 마을과 도시에도 쿠리아와 유사한 기관이 존재한다.

## 같이 보기
- 불레우테리온